# Robert Aramayo
Robert Aramayo, né le 6 novembre 1992 à Kingston upon Hull, est un acteur anglais.

## Biographie
Robert Aramayo est né le 7 novembre 1992 à  Kingston upon Hull en Angleterre. Il a une sœur aînée, Laura Aramayo.
En 2011, il obtient une place à l'école Juilliard à New York.

## Carrière
Il débute en 2016, dans la sixième saison de Game of Thrones, où il incarne Ned Stark jeune, puis apparaît dans Nocturnal Animals de Tom Ford.
En 2018, il tourne sous la direction de Mélanie Laurent dans Galveston, avec Ben Foster et Elle Fanning.
En 2019, il joue le tueur en série Wayne Henley dans Mindhunter et, l'année suivante, retrouve James Badge Dale dans The Empty Man. Il tourne dans le film d'horreur Antebellum.
En 2021, il est présent aux côtés de Eve Hewson et Tom Bateman dans la série Netflix Mon amie Adèle, ainsi que dans The King's Man : Première mission réalisé par Matthew Vaughn. L'année suivante, il fait partie du casting de la série Le Seigneur des Anneaux : Les Anneaux de pouvoir.

## Filmographie

### Cinéma
- 2016 : Nocturnal Animals de Tom Ford : Turk
- 2017 : Lost in Florence d'Evan Oppenheimer : Sal
- 2018 : Galveston de Mélanie Laurent : Tray
- 2018 : The Standoff at Sparrow Creek d'Henry Dunham : Keating
- 2019 : Stray Dolls de Sonejuhi Sinha : Jimmy
- 2019 : Eternal Beauty de Craig Roberts : L'amoureux (voix)
- 2019 : Suicide Tourist (Selvmordsturisten) de Jonas Alexander Arnby : Ari
- 2020 : Antebellum de Gerard Bush et Christopher Renz : Daniel
- 2020 : The Empty Man de David Prior : Garrett
- 2021 : The King's Man : Première mission (The King's Man) de Matthew Vaughn : Sergent Major Atkins
- 2023 : Dance First de James Marsh : Alfred Peron
- 2025 : Les Fleurs du silence	(Lilies Not for Me) de Will Seefried : 	Philip Fairfax
- 2025 : Palestine 36 d'Annemarie Jacir

### Télévision

#### Séries télévisées
- 2016 : Game of Thrones : Ned Stark jeune
- 2016 : Harley and the Davidsons : Bill Harley
- 2019 : Mindhunter : Wayne Henley
- 2021 : Mon amie Adèle (Behind Her Eyes) : Robert Dominic Hoyle
- 2022 : Le Seigneur des Anneaux : Les Anneaux de pouvoir (The Lord of the Rings : The Rings of Power) : Elrond